# Лі Ин Йон (хокеїстка на траві)
Лі Ин Йон (7 липня 1974) — південнокорейська хокеїстка на траві.
Срібна призерка Олімпійських Ігор 1996 року, учасниця 2000 року.
Переможниця Азійських ігор 1994, 1998 років, срібна призерка 2002 року.
Чемпіонка Азії 1999 року.